# Berovo
Berovo (in macedone Берово?) è un comune urbano della Macedonia del Nord. 
Il comune confina con Pehčevo, Delčevo e Vinica a nord, con Vasilevo ad ovest, con Bosilovo e Novo Selo a sud e con la Bulgaria ad est.

## Storia
Il villaggio alla fine del 1800 entrò a far parte del Vilayet del Kosovo e a seguito delle guerre balcaniche nel 1913 venne compreso nel regno di Serbia. Durante la seconda guerra mondiale fece parte del regno di Bulgaria.

## Società

### Evoluzione demografica
Secondo il censimento nazionale del 2002 Berovo conta 13 941 abitanti. I principali gruppi etnici sono:
- Macedoni = 13 335
- Rom = 459